# شهادة عالمية

## في معناها العام
المقصود بالشهادة العالمية هي شهادة الدكتوراه الأستاذيه كما هو الحال في جامعة الأزهر الشريف، كما ذكر ذلك في كتاب «تعريب الألقاب العلمية» لبكر أبو زيد. حيث أن علماء العربية قاموا في القرن التاسع عشر والعشرين بتعريب بعض المسميات الغربية للاجازات العلمية. وهذه الدرجة العليا تعرف في أوروبا بالهابيليتسيون أو شهادة التأهل للأستاذية وتعادل في إنجلترا الدكتوراه العالية الشرفية دكتور في الحقوق أو LD. وللدلالة على الحصول على هذه الدرجة يستخدم لقب Professor Doctor.
فسمّوا الليسانس بالعالية، والماجستير بالعالمية، والدكتوراه بالعالمية العالية أو الاستاذية.

## في الأزهر
تعد الشهادة العالمية أعلى الدرجات العلمية التي كان يمنحها الأزهر، وكان خريج الأزهر يصبح أحد علماء الأزهر بمجرد حصوله على الشهادة العالمية.

## وفي جامع الزيتونة
وفي جامع الزيتونة بتونس، كانت العالمية أعلى الشهادات التي يمنحها بعد ثلاث سنوات من التعليم العالي، وقد وقع إحداثها طبقا للأمر العلي المؤرخ في 30 مارس/آذار 1933، لتعوض شهادة التطويع. وكانت تقسم طبقا للاختصاص إلى: 
- العالمية في القسم الشرعي؛
- والعالمية في القسم الأدبي؛
- العالمية في القراءات.

وكانت نتائج امتحانات العالمية تجري في تونس العاصمة وتنشر على أعمدة الصحف الوطنية. أما عدد الحاصلين عليها فقد كان متواضعا بالمقارنة مع الشهادتين الأخرى ين لجامع الزيتوني أي الأهلية والتحصيل. ففي دورة حزيران 1938 لم يحصل عليها إلا 19 طالبا فقد يتوزعون على الاختصاصات الثلاثة المذكورة كما يلي: 9 في القسم الشرعي، و7 في القسم الأدبي و3 في القراءات.
أصبح الحاصلون على العالمية يجدون صعوبات في سوق الشغل وهو ما دفعهم إلى تكوين جمعية تدافع عن مصالهم في نهاية الأربعينات، سميت جمعية حاملي شهادة العالمية. وقد ترأسها في فيفري/شباط 1950: محمد الهاشمي الحامي، وضم مكتبها إلى جانبه ستة عناصر أخرى من بينهم أحمد بن الهادي الخبثاني كاتبا عاما.